# Passiflora biflora
Passiflora biflora je dvocvjetna vrsta iz porodice Passifloraceae. Egzotična je Passiflora. Poznata je po svojim bijelim cvjetovima koji se pojavljuju u parovima.
Passiflora biflora je brzorastuća povijuša s poluškoljkastim listovima. Može narasti i preko metra u jednom godišnjem dobu. Njena otpornost nije u potpunosti poznata, no vjerojatno je izdržljiva na mraz. Neki izvori tvrde da može izdržati nisku temperaturu do 15-20 °F.  Passiflora biflora raste u polusjeni. Jednom kad se dobro primi, raste brzo. Razmnožava se sjemenski. Sjemenu treba nekoliko tjedan dok ne proklija. Sjemenke treba saditi u toplom tlu i natapati 24-48 sati u toploj vodi prije sađenja. Tretiranje giberelinskom kiselinom dobro pomaže. Može se razmnažati i reznicama. Uzgaja ju se kao ukrasnu biljku zbog njenih prelijepih bijelih cvjetova. Domovina ove biljke je Amerika. U divljini raste u dijelovima južne Floride.

## Vanjske poveznice
|  | Zajednički poslužitelj ima stranicu o temi Passiflora biflora    |
|  | Zajednički poslužitelj ima još gradiva o temi Passiflora biflora |
|  | Wikivrste imaju podatke o taksonu Passiflora biflora             |